# La lingua salvata
La lingua salvata. Storia di una giovinezza è la prima parte dell'autobiografia di Elias Canetti che continua con Il frutto del fuoco e Il gioco degli occhi come il Bildungsroman per eccellenza dell'autore ebreo bulgaro.

## Contenuti
La vicenda si articola in quattro parti fondamentali, ognuna delle quali riferita ad un diverso luogo e periodo di tempo. La prima parte (ambientata nella città natale dell'autore, Rustshuck in Bulgaria) fa riferimento agli avvenimenti dell'esistenza di Elias Canetti relativi alla prima infanzia. L'autore delinea un mondo sospeso tra modernità e progresso, assimilabili rispettivamente in maniera ideale alla componente paterna (costituita da una famiglia arricchitasi di recente) da un lato, e da quella materna dall'altro (costituita da una delle Famiglie più prestigiose della cittadina). Un ulteriore elemento di rottura è portato proprio dai suoi genitori, che, con le loro aspirazioni alla cultura (in opposizione alla tradizionale pratica familiare del commercio, tema che verrà più volte ripreso da Canetti nelle sue opere) e attraverso un continuo volgersi all'Occidente (rappresentato da Vienna, che comincia ad assumere sin dalle prime pagine del libro i tratti di topos per eccellenza per Canetti) aprono una frattura nella mentalità locale, quasi stagnante in un lungo Medioevo retaggio della passata dominazione ottomana. Le aspirazioni represse dei genitori diventano uno dei temi chiave dell'opera, quasi una molla in tensione pronta a saltare, che si rivelerà nel corso dell'opera distruttiva in ambito familiare. 
Elias Canetti descrive i rituali e la vita di un "bel tempo antico", in un mondo che ancora non aveva scoperto le devastazioni delle guerre mondiali. Le giornate del piccolo Elias nella cittadina danubiana si susseguono senza affanni o preoccupazioni di sorta, occasionalmente scandite dalle festività religiose e da pochi altri eventi di rilievo. Troviamo così una trattazione che, per così dire, rifugge dal resoconto storiografico, trovando una dimensione intimistica e personale, capace di dare rilievo a quei piccoli traguardi quotidiani che contrassegnano la vita di un bambino: scopriamo l'amore del piccolo Elias per la lettura, comunicatogli dalla madre, lo stupore verso il mondo degli adulti, con le sue regole incomprensibili e impenetrabili, ma più di tutto l'affetto per i genitori e i fratelli minori.

## Edizione
- Elias Canetti, La lingua salvata. Storia di una giovinezza, traduzione di Amina Pandolfi e di Renata Colorni, XII ed., Milano, Adelphi, 1991.